# Masahiro Fukazawa
Masahiro Fukazawa (jap. (深澤 仁博 Fukazawa Masahiro; ur. 12 lipca 1977 w Numazu) – japoński piłkarz występujący na pozycji pomocnika.

## Kariera klubowa
Od 1996 roku występował w klubach Yokohama F. Marinos, Albirex Niigata, Montreal Impact, Bangkok University, Singapore Armed Forces, Bangkok United, Fourway Rangers, Bontang FC, Nagaworld FC i Cambodian Tiger.